# Philips SpeechMike
Philips SpeechMike er en diktafon som oftest bruges i sundhedsvæsnet rundt om i verden.
Den først SpeechMike kom i 1997, og siden er det blevet til en lang række forskellige modeller, heriblandt nogle som er trådløse og andre som er rettet mod talegenkendelse.